# Steleoneura minuta
Steleoneura minuta là một loài ruồi trong họ Tachinidae.